# D-Generation X
Pour les articles homonymes, voir DX.
D-Generation X (également connu comme DX) était un clan de catcheurs formé à la World Wrestling Entertainment. Le groupe s'est formé au début de l'Attitude Era. Leur gimmick est celui d'une bande de rebelles qui enfreignent les règles, qui agissent et parlent sans limite. Réputé pour son humour et ses blagues, le groupe a été surnommé à plusieurs reprises le « groupe le plus controversé de l'histoire de la World Wrestling Federation/Entertainment ». 
En 2019, ils entrent dans le WWE Hall of Fame.

## Carrière

### World Wrestling Federation (1997-2000)

#### Degenerate (1997-1998)

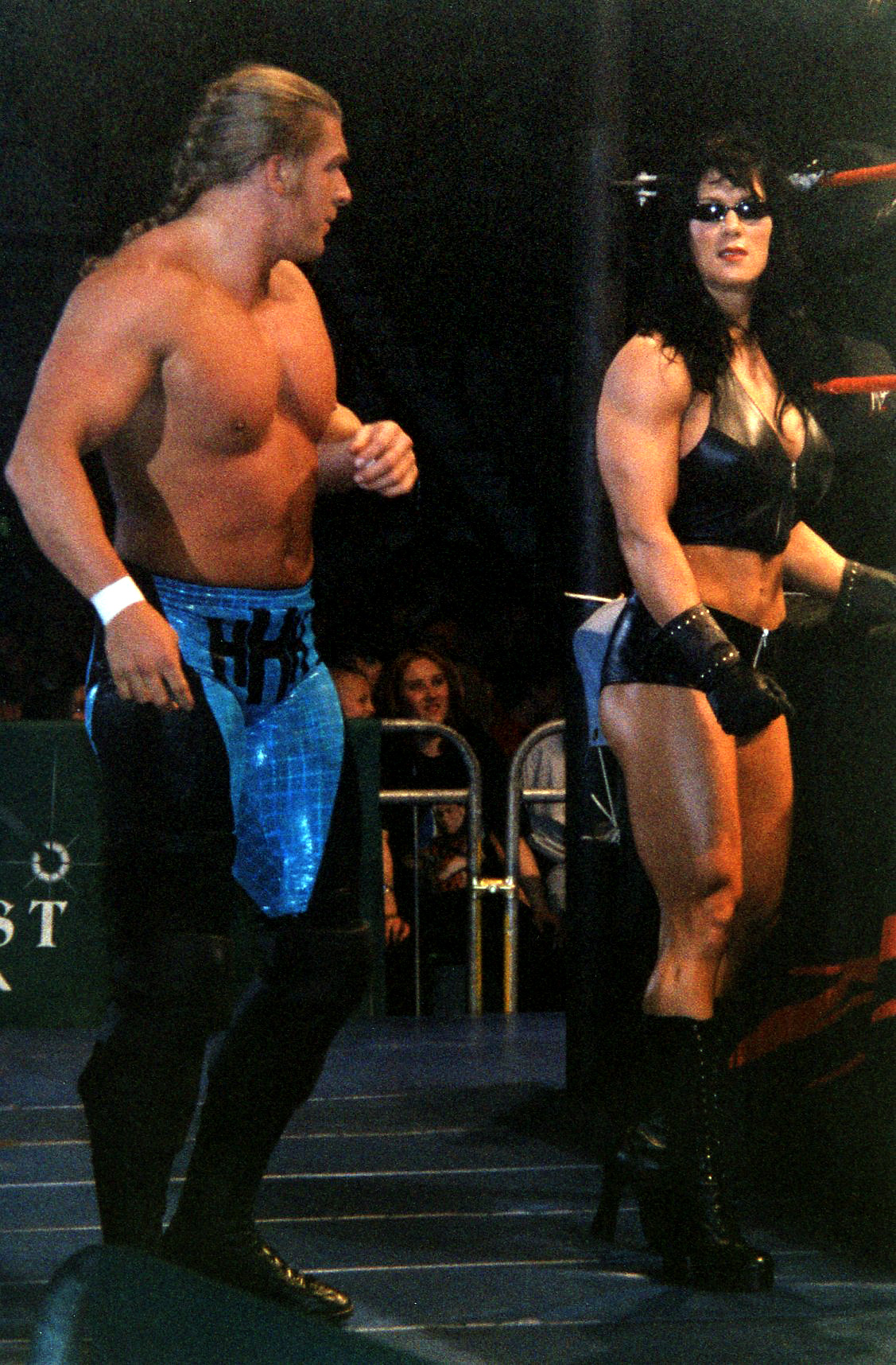
Triple H (à gauche) et Chyna (à droite).

Le groupe est d'abord composé de trois catcheurs : Triple H, Shawn Michaels, Rick Rude, et de Chyna, garde du corps de Triple H.
Le 7 septembre 1997 à Ground Zero: In Your House, le match entre Shawn Michaels et l'Undertaker se termine en No contest, après une intervention du reste du clan.
À WWF One Night Only, le groupe aide Michaels à battre British Bulldog pour le WWE European Championship, faisant de lui le premier WWF Gram Slam champion. De son côté, Triple H a battu Dude Love.
Le 5 octobre à Badd Blood: In Your House, Shawn Michaels bat l'Undertaker dans le tout premier Hell in a Cell match.
Le 13 octobre, ils prennent officiellement le nom de D-Generation X, avec Shawn Michaels en tant que leader.
Le 9 novembre à Survivor Series, Shawn Michaels remporte son troisième WWF Championship, grâce au Montréal Screwjob.
Le clan a ensuite été utilisé comme titre pour le pay-per-view In Your House 19 : D-Generation X, diffusé le 7 décembre. Ce soir là, Michaels perd par disqualification contre Ken Shamrock, mais reste champion. De son côté, Triple H bat Sgt. Slaughter à l'aide de Chyna dans un Boot Camp match.
Le 11 décembre à Raw is War, Triple H remporte le titre européen en battant Shawn Michaels.
Le 18 janvier 1998 lors du Royal Rumble, Shawn Michaels a été grièvement blessé dans un match du cercueil contre l'Undertaker. Deux jours plus tard, Triple H perd son titre européen face à Owen Hart. 
Le mois suivant, à No Way Out, Triple H, les New Age Outlaws et Savio Vega perdent face à Owen Hart, Steve Austin, Mankind et Terry Funk dans un Elimination Survivor Match.
Le 16 mars, Triple H récupère le titre européen face à Owen Hart. Il le conserve à WrestleMania XIV, face au même adversaire, pendant que Shawn Michaels perd son titre WWF face à Stone Cold Steve Austin.

#### DX Army (1998-1999)

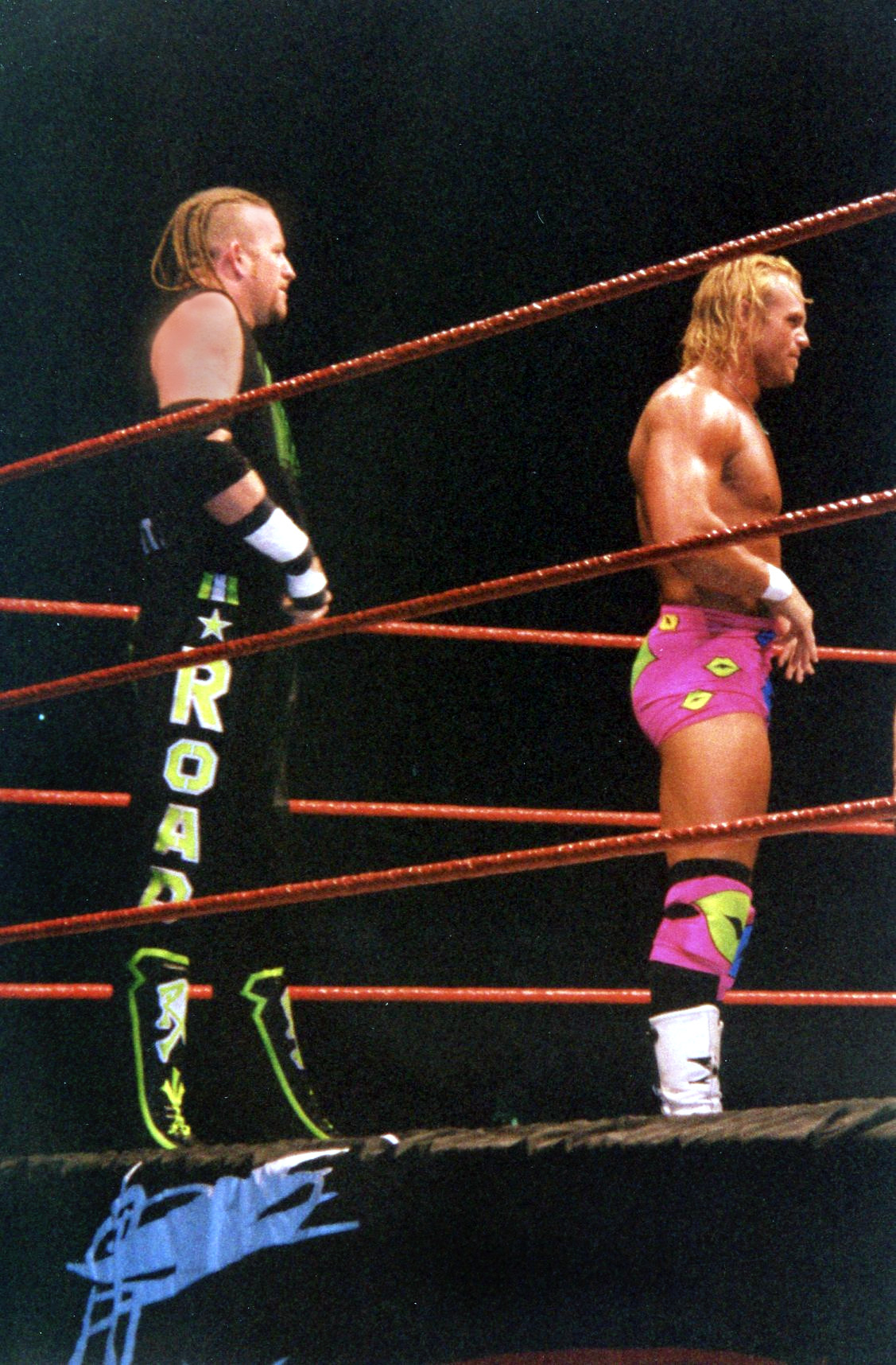
New Age Outlaws (Road Dogg et Billy Gunn)

Le lendemain, Triple H éjecte Shawn Michaels. En réalité, Michaels a subi une blessure au dos et a commencé une pause du ring de quatre ans[réf. nécessaire].
Triple H a alors pris la direction pleine du clan et a recruté X-Pac, et les WWF Tag Team Champions New Age Outlaws ("Bad Ass" Billy Gunn et le Road Dogg Jesse James)[réf. nécessaire].
Peu à peu, le clan devient de plus en plus populaire auprès des fans[réf. nécessaire].
À Unforgiven: In Your House, Triple H conserve à nouveau son titre européen face à Owen Hart. Il le perdra finalement face à D'Lo Brown le 14 juillet à Raw[réf. nécessaire].
À Fully Loaded: In Your House, The Rock et Triple H se retrouve à égalité à l'issue de leur Two out of Three falls match, The Rock reste donc champion. Cependant, Triple H le bat à SummerSlam, et remporte le titre Intercontinental. Dans la même épreuve, X-Pac bat Jeff Jarett dans un Hair vs Hair match. Quant aux New Age Outlaws, ils gagnent les titres par équipes face à Mankind.
À In Your House 24: BreakDown, DX bat Jeff Jarrett, Dennis Knight et Mark Canterbury.
À Survivor Series, les New Age Outlaws conservent le titre par équipe face à D Lo Brown et Mark Henry et The Headbangers. Par ailleurs, le match entre X-Pac et Steve Regal se finit en match nul.
Tout au long de 1999, une tension s'installa entre les membres du groupe. Initialement, Chyna alluma Triple H et ce joint à la Corporation le 19 janvier[réf. nécessaire].
À WrestleMania XV, Chyna sous tension trahi son compagnon Kane, aidant Triple H pour le vaincre.

#### Corporate DX (1999-2000)

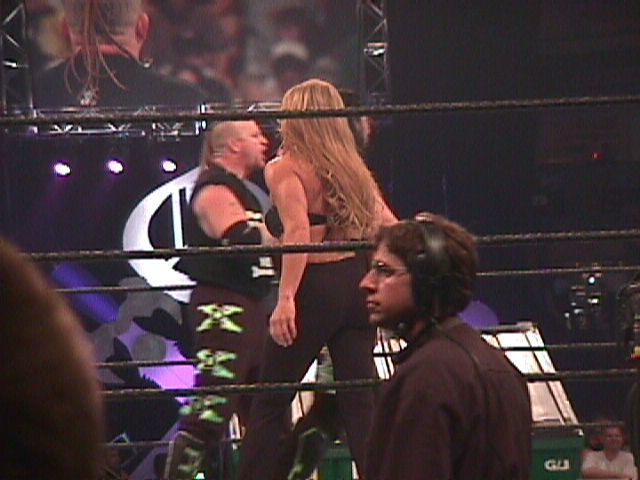
Road Dogg et Tori en 2000

Le 25 octobre, le groupe se reforme en tant que Heel, quand Triple H et X-Pac ont aidé les New Age Outlaws - qui s'était réuni un mois auparavant en battant Stone Cold Steve Austin et The Rock[réf. nécessaire].
En 2000, avec Vince McMahon absent en raison de blessures infligées par Triple H à l'Armageddon 1999, Triple H et Stephanie sont devenus les propriétaires sur l'écran de la WWF, une période connue sous le nom McMahon-Helmsley Era et dominée par la faction McMahon-Helmsley[réf. nécessaire].
Le 27 janvier 2000, Tori devient membre de DX, en quittant Kane pour X-Pac. Triple H s'est "marié"  avec Stephanie McMahon, qui est avec le groupe. Tout au long de cette période, le clan rivalisa contre Steve Austin, The Rock, Shane McMahon, Mankind/Cactus Jack, Chris Jericho et Kane, principalement pour sécuriser et protéger le WWF Championship de Triple H, qu'il avait remporté le 3 janvier 2000[réf. nécessaire].
À WrestleMania 2000, Triple H conserve son titre contre The Rock, Big Show et Mick Foley. De leur côté, Road Dogg et X-Pac perdent face à Kane et Rikishi.
À Backlash, Road Dogg et X-Pac perdent face à Edge & Christian. De son côté, Triple H perd son titre poids-lourds face au Rock. Il le récupère cependant le mois suivant à Judgment Day. Ce soir là, Road Dogg et X-Pac battent The Dudley Boyz.
À Survivor Series, Chyna, les New Age Outlaws et K-Kwik perdent face à The Radicalz.

### World Wrestling Entertainment (2002; 2006-2007; 2009-2010; 2014; 2018)

#### Tag D-X (2006-2007)

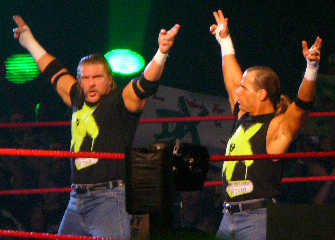
Triple H et Shawn Michaels lors de leur entrée sur le ring.

Après une mini-réunion en 2002, le clan se reforme le 12 juin 2006 à Raw, quand Triple H et Shawn Michaels se réunissent. La DX devient pour la première fois un tag team[réf. nécessaire].
À Vengeance, DX bat la Spirit Squad dans un 5-2 handicap match.
À WWE Saturday Night's Main Event, dans un handicap match (toujours à 5 contre 2), la Spirit Squad est encore battue par la D-Generation X.
À SummerSlam, la DX défait les McMahons (Vince McMahon et Shane McMahon).
Le 17 septembre, à Unforgiven, la DX remporte un Hell in a Cell face au Big Show, Vince McMahon et Shane McMahon après avoir enfoncé la tête de Vince McMahon dans les fesses du Big Show.
À Cyber Sunday, ils perdent face à Rated-RKO (Randy Orton et Edge).
Aux Survivor Series, Team DX (constituée des Hardy Boyz, CM Punk, Triple H et Shawn Michaels) défait la Team Rated-RKO (constituée de Gregory Helms, Mike Knox, Johnny Nitro, Randy Orton et Edge). Les survivants sont tous les membres du Team DX.
Le 7 janvier 2007 à WWE New Year's Revolution, DX essaya de gagner le World Tag Team Championship qui est détenu par Rated-RKO, mais le match se finit en No contest après une blessure de Triple H. Cette blessure marque la séparation de la DX[réf. nécessaire].

#### DX Army V2 (2009-2010)

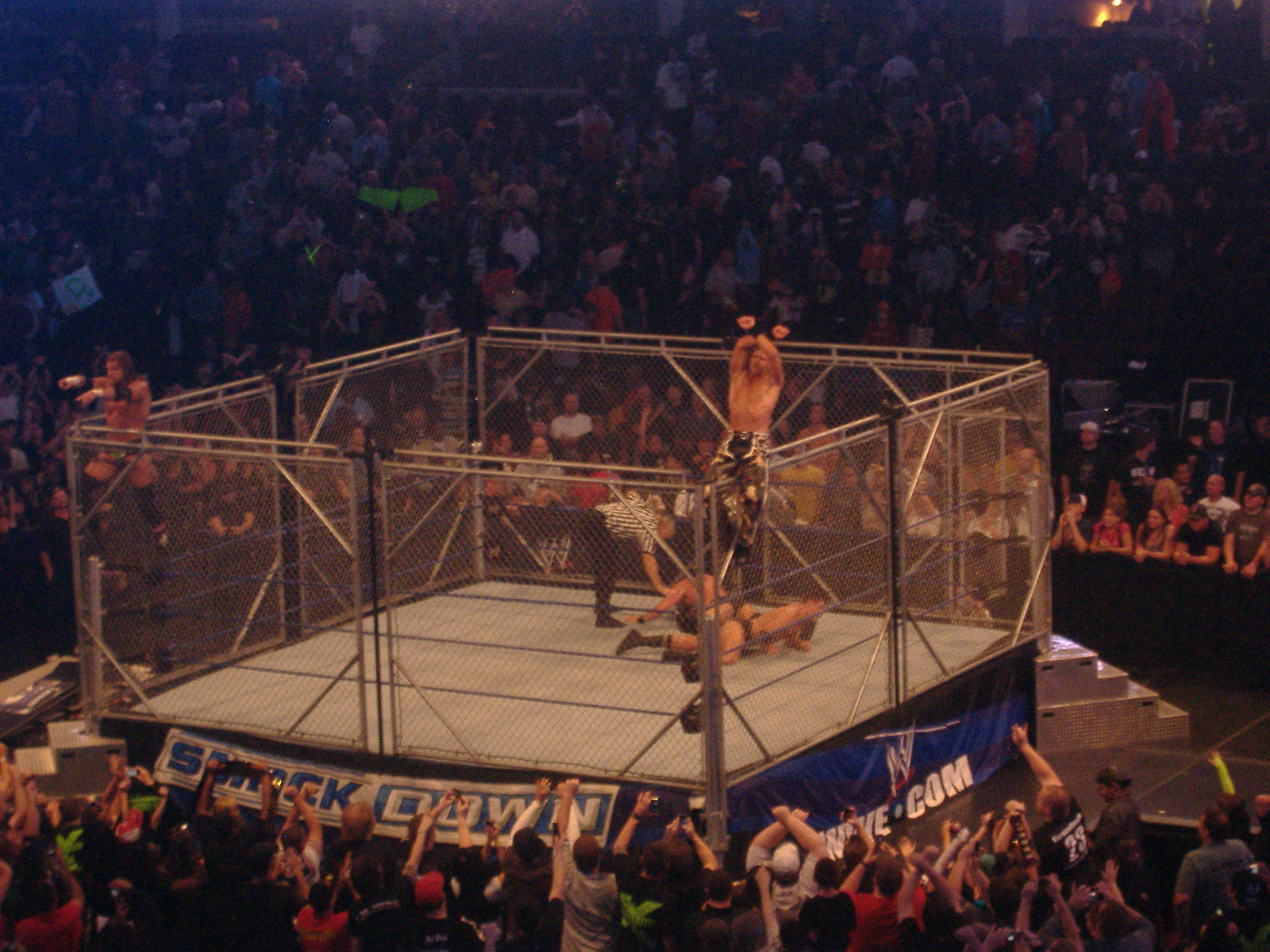
DX après un combat dans un Steel Cage match contre Ted DiBiase, Jr. & Cody Rhodes.

Le 17 août 2009 à Raw, Triple H et Shawn Michaels reforment la DX et défont The Legacy (Cody Rhodes et Ted DiBiase) à SummerSlam. Lors de Breaking Point, ils perdent face à eux dans un Submissions Count Anywhere Match car ces derniers ont mis Triple H K.O avant le match, puis se sont attaqués à deux sur Shawn Michaels. Leur rivalité prend fin lors de Hell in a Cell, où la DX gagne dans un Hell in a Cell Match.
Lors de Survivor Series, Michaels, Triple H et John Cena s'affrontent pour le WWE Championship, mais Cena le conserve. Lors de TLC, DX défont Chris Jericho et Big Show et remportent les WWE Unified Tag Team Championship dans un TLC Tag Team Match.
Le 8 février 2010 à Raw, ils perdent les WWE Unified Tag Team Championship face à The Miz et Big Show, dans un Elimination Triple Threat Tag Team Match incluant également la Straight Edge Society à cause d'une incompréhension entre les deux hommes.
La fin de leur équipe, qui n'était pas clairement établie, devient officielle quand Michaels met fin à sa carrière lors de WrestleMania XXVI, à la suite de sa défaite contre l'Undertaker.

#### Brève réapparition des New Age Outlaws (2014)
Le 26 janvier 2014 au Royal Rumble, les New Age Outlaws battent Cody Rhodes & Goldust pour devenir les WWE Tag Team Champions. C'est leur premier règne avec ce titre et leur sixième titre de champion par équipe à la WWF/WWE. Leur dernier règne date de plus de 14 ans, marquant la plus longue période entre deux règnes de l'histoire de la WWF/WWE.
À Elimination Chamber, ils défendent avec succès leurs titres contre The Usos. Le 3 mars à Raw, ils perdent les titres face aux Usos.
À WrestleMania XXX, les New Age Outlaws et Kane perdent contre The Shield.

#### Rivalité avec Brothers of Destruction (2018)
Le 6 octobre 2018 lors du WWE Super Show-Down, Triple H bat l'Undertaker.
Le 2 novembre à WWE Crown Jewel, la DX remporte le Tag Team Match contre les Brothers of Destruction.

## Activité

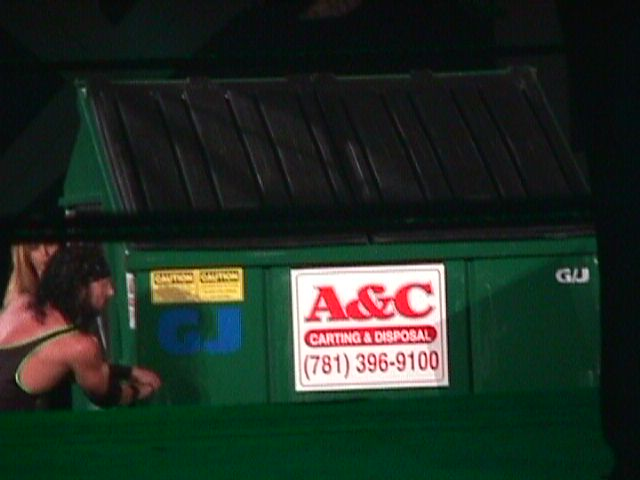
X-Pac dans un Dumpster match au King of the Ring 2000.

## Membres

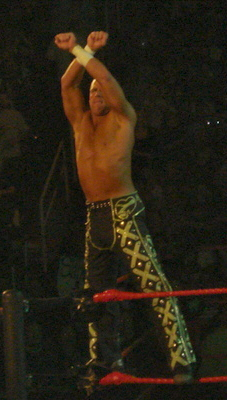
Michaels, faisant le "X" de DX

| Identité                        | Arrivée      | Départ           | Notes                                                                           |
| ------------------------------- | ------------ | ---------------- | ------------------------------------------------------------------------------- |
| Shawn Michaels                  | 11 août 1997 | 29 mars 1998     | Leader, champion européen de la WWF et champion du monde poids lourds de la WWF |
| Hunter Hearst Helmsley/Triple H | 11 août 1997 | DX Army          | Roi du ring 1997 de la WWF et champion européen de la WWF                       |
| Chyna                           | 11 août 1997 | DX Army          | Garde du corps                                                                  |
| Rick Rude                       | 11 août 1997 | 17 novembre 1997 | Manager                                                                         |

| Identité   | Arrivée      | Départ          | Notes |
| ---------- | ------------ | --------------- | --- |
| Triple H   | 30 mars 1998 | 28 mars 1999    | Leader, champion européen de la WWF et champion Intercontinental de la WWF                                                   |
| Chyna      | 30 mars 1998 | 25 janvier 1999 | Garde du corps |
| X-Pac      | 30 mars 1998 | Corporate DX    | Champion européen de la WWF                                                                                                  |
| Billy Gunn | 30 mars 1998 | 2 mai 1999      | Membre de New Age Outlaws, champion par équipe de la WWF et champion hardcore de la WWF                                      |
| Road Dogg  | 30 mars 1998 | Corporate DX    | Membre de New Age Outlaws, champion par équipe de la WWF, champion hardcore de la WWF et champion Intercontinental de la WWF |

| Identité                   | Arrivée          | Départ          | Notes                                                                                  |
| -------------------------- | ---------------- | --------------- | -------------------------------------------------------------------------------------- |
| X-Pac                      | 25 octobre 1999  | 2000            |                                                                                        |
| Mr. Ass/Billy Gunn         | 25 octobre 1999  | 27 février 2000 | Membre de New Age Outlaws, Roi du ring 1997 de la WWF et champion par équipe de la WWF |
| Road Dogg                  | 25 octobre 1999  | 2000            | Membre de New Age Outlaws et champion par équipe de la WWF                             |
| Triple H                   | 25 octobre 1999  | 2000            | Leader et champion de la WWF                                                           |
| Stephanie McMahon-Helmsley | 12 décembre 1999 | 2000            | championne féminine de la WWF                                                          |
| Tori                       | 27 janvier 2000  | 2000            |                                                                                        |

| Identité       | Arrivée      | Départ         | Notes                               |
| -------------- | ------------ | -------------- | ----------------------------------- |
| Shawn Michaels | 12 juin 2006 | 2 avril 2007   | Champion du monde par équipe        |
| Triple H       | 12 juin 2006 | 7 janvier 2007 | Blessé au muscle quadriceps fémoral |

| Identité       | Arrivée          | Départ          | Notes                                             |
| -------------- | ---------------- | --------------- | ------------------------------------------------- |
| Shawn Michaels | 10 août 2009     | 28 mars 2010    | Co-leader et champion unifié par équipe de la WWE |
| Triple H       | 10 août 2009     | 28 mars 2010    | Co-leader et champion unifié par équipe de la WWE |
| Hornswoggle    | 21 décembre 2009 | 15 février 2010 | Mascotte                                          |

## Palmarès

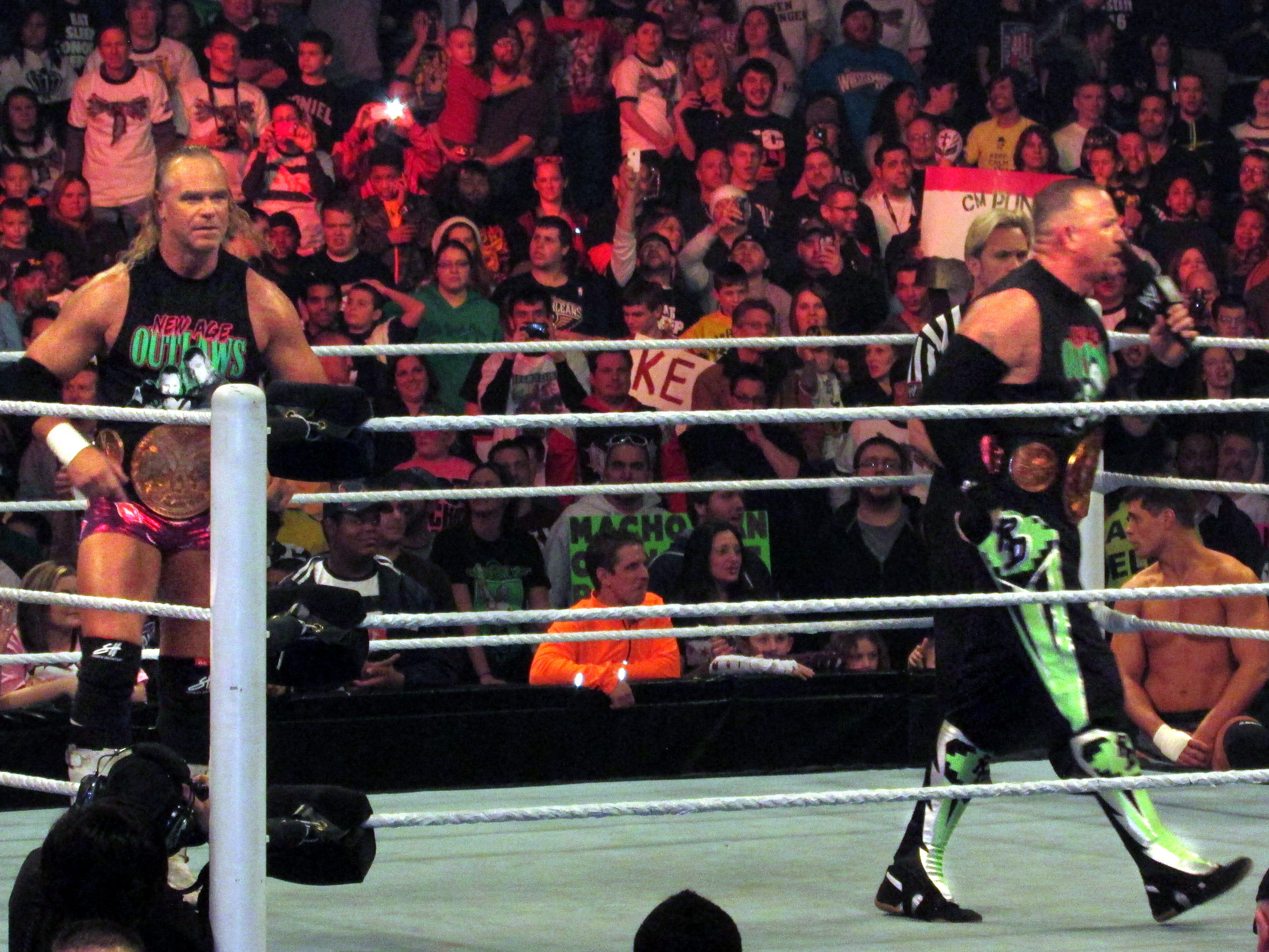
Billy Gunn et Road Dogg en tant que WWE Tag Team Champions en janvier 2014.

- World Wrestling Federation/World Wrestling Entertainment
  - 2 fois Unified WWE/WWE Tag Team Championship
    - New Age Outlaws : (Royal Rumble 2014-3 mars 2014)
    - Shawn Michaels et Triple H : (TLC 2009-7 février 2010)

  - 7 fois WWF World Tag Team/World Tag Team Championship
    - Shawn Michaels et Triple H : (TLC 2009-7 février 2010)
    - Shawn Michaels (avec John Cena) : (29 janvier 2007-2 avril 2007)
    - New Age Outlaws : (30 mars 1998-13 juillet 1998) (30 août 1998-14 décembre 1998) (21 septembre 1999-12 octobre 1999) (8 novembre 1999-No Way Out 2000)
    - X-Pac (avec Kane) : (30 mars 1999-31 mai 1999) (9 août 1999-SummerSlam 1999)

  - 1 fois WWF Women's Championship
    - Stephanie McMahon-Helmsley : (28 mars 2000-21 août 2000)

  - 4 fois WWF Championship
    - Triple H : (Unforgiven 1999-Survivor Series 1999) (3 janvier 2000-Backlash 2000) (Judgment Day 2000-King of the Ring 2000)
    - Shawn Michaels : (Survivor Series 1997-WrestleMania XIV)

  - 5 fois WWF European Championship
    - X-Pac : (15 septembre 1998-29 septembre 1998) (18 octobre 1998-15 février 1999)
    - Triple H : (11 décembre 1997-20 janvier 1998) (16 mars 1998-14 juillet 1998)
    - Shawn Michaels : (WWF One Night Only-11 décembre 1997)

  - 2 fois WWF Intercontinental Championship
    - Road Dogg : (15 mars 1999-29 mars 1999)
    - Triple H : (SummerSlam 1998-9 octobre 1998)

  - 2 fois WWF Hardcore Championship
    - Billy Gunn : (15 mars 1999-WrestleMania XV)
    - Road Dogg : (15 décembre 1998-8 février 1999)

  - Grand Slam Champions ; Triple Crown Champions
    - Shawn Michaels et Triple H

  - King of the Ring
    - Billy Gunn (1999)
    - Hunter Hearst Helmsley (1997)

  - WWE Hall of Fame (2019)
    - Shawn Michaels, Triple H, Chyna, X-Pac et New Age Outlaws
- CBS Sports
  - Pire angle : Triple H et Shawn Michaels vs Brothers of Destruction (2018)
- Wrestling Observer Newsletter
  - Pire match de l'année : Shawn Michaels et Triple H vs Brothers of Destruction à Crown Jewel (2018)
  - Pire Gimmick de l'année - Hornswoggle (2009)
  - Pire rivalité de l'année : Triple H et Shawn Michaels vs Mr. McMahon et Shane McMahon (2006)
  - Rivalité de l'année : Triple H vs Mick Foley (2000)
  - Catcheur de l'année : Triple H (2000)
- Pro Wrestling Illustrated
  - Catcheur le plus inspiré de l'année : Shawn Michaels (2010)
  - Catcheur le plus inspiré de la décennie : Shawn Michaels (2000-2009)
  - PWI 500 : Triple H (2000 et 2009)
  - Catcheur (le plus détesté) de la décennie : Triple H (2000-2009)
  - Rivalité de l'année : Triple H vs Kurt Angle (2000)
  - Tag Team de l'année : New Age Outlaws (1998)
  - Retour de l'année : X-Pac (1998)